# Axminster
Axminster är en ort och civil parish i grevskapet Devon i England. Orten ligger i distriktet East Devon, cirka 38 kilometer öster om Exeter. Tätorten (built-up area) hade 5 761 invånare vid folkräkningen år 2011. Axminster nämndes i Domedagsboken (Domesday Book) år 1086, och kallades då Alseminstre/Alsemenistra/Alseministra/Axeministra/Axeministre.